# Nevadai verébsármány
A nevadai verébsármány (Spizella breweri) a madarak osztályának verébalakúak (Passeriformes) rendjébe és a verébsármányfélék (Passerellidae) családjába tartozó faj. Egyes szervezetek a sármányfélék (Emberizidae) családba sorolják ezt a nemet is.

## Rendszerezése
A fajt John Cassin amerikai ornitológus írta le 1856-ban.

## Előfordulása
Kanada és az Amerikai Egyesült Államok nyugati részén költ, telelni délre vonul, eljut Mexikóba is. Természetes élőhelyei a mérsékelt övi gyepek és cserjések. Vonuló faj.

## Megjelenése
Testhossza 15 centiméter.

## Természetvédelmi helyzete
Az elterjedési területe rendkívül nagy, egyedszáma még nagy, de csökken csökken. A Természetvédelmi Világszövetség Vörös listáján nem fenyegetett fajként szerepel.